# Stade Domenico-Francioni
Le stade Domenico Francioni est un stade de football localisé à Latina en Italie.
L'US Latina Calcio joue ses matchs dans ce stade.
Accueillant 9 398 spectateurs, il est construit en 1935, puis rénové en 2009.